# Сол (криптография)
Сол в криптографията е защита на криптиране на база ползване на дълга поредица от случайни буквено-цифрени и специални символи като втори вход, която методика се ползва за защита срещу атака по таблица-дъга или речникова атака, най-често при хеширане на пароли. Паролата се хешира заедно със солта, като хеша се компилира и заедно със солта се запаметява в базата данни.
Дори противникът да проникне в базата данни и да се сдобие с хеша и солта, не може да ползва таблица-дъга по която да търси хеша, защото в справочната таблица хешът не е засолен и няма да е същият.
При автентикация на потребител с парола в системата, потребителят въвежда потребителско име и парола за автентикация. Солта се взема от базата данни и се присъединява към така въведената парола, след което на база солта от базата данни и въведената от потребителя парола се изчислява хеш компилация. Ако изчислената хеш компилация съвпада с хеш-компилацията по инициализация, съхранявана в базата данни, потребителят е успешно легитимиран и се регистрира в системата.